# Regole del ghiaccio
In chimica, e in scienza dei materiali, le regole del ghiaccio (ice rules) sono i tre principi di base che descrivono e governano la disposizione degli atomi di idrogeno in un cristallo di ghiaccio considerato "ideale". 
Sono dette anche regole (o leggi) di Bernal-Fowler, dal nome dei due studiosi che le hanno enucleate ed enunciate per primi nel 1933, gli scienziati britannici John Desmond Bernal e Ralph H. Fowler.

## Principi di Bernal e Fowler
Tenuto conto che, nella molecola d'acqua, l'unico atomo di ossigeno è vincolato da legame covalente ai due atomi di idrogeno, le tre regole stabiliscono che: 
1. ciascuna molecola d'acqua è circondata da altre quattro ed è orientata in modo tale che i suoi due atomi di idrogeno sono diretti approssimativamente verso due dei quattro atomi di ossigeno circostanti (disposti all'incirca a formare un tetraedro);
2. in ogni legame O···O è coinvolto sempre e solo un atomo di idrogeno;
3. ciascun atomo di ossigeno ha due atomi di idrogeno più prossimi (a distanza di circa 1 Å), in modo tale che sia conservata la struttura della molecola d'acqua.

Detto in altri termini, nell'ordinario ghiaccio Ih ogni atomo di ossigeno è legato a un totale di quattro di idrogeno: a due di essi con un legame forte (legame covalente) e agli altri due con un legame più debole (legame idrogeno). Ogni atomo di idrogeno è legato a due di ossigeno, in modo forte con uno e in modo debole con l'altro. 
La configurazione geometrica che ne risulta è un reticolo periodico. La distribuzione dei legami su questo reticolo è rappresentata da un digrafo (frecce) e può essere ordinata o disordinata. 
Nel 1935, Linus Pauling se ne servì per calcolare l'entropia residua (entropia di punto zero) del ghiaccio Ih. Per tali (e altre) ragioni, a volte le regole vengono erroneamente attribuite a lui e chiamate "regole del ghiaccio di Pauling" ("Pauling's ice rules"), da non confondersi con le (cinque) regole di Pauling (Pauling's rules), che regolano e predicono la struttura cristallina dei composti ionici.

### Osservazioni
Riguardo alla prima delle condizioni, va notato che i legami idrogeno non possono essere rettilinei, dal momento che l'ampiezza degli angoli H-O-H è all'incirca di 106,6 gradi.
In base al secondo principio, risultano ammessi solo legami del tipo H-O-H···OH2, oppure H2O···H-O-H, mentre sono vietati contatti del tipo H-O-H···H-O-H, oppure H2O···OH2.

### Difetti cristallini
I principi descrivono un comportamento ideale, ma nella pratica reale si riscontrano violazioni a tali leggi, che comportano l'emergere di difetti strutturali nel cristallo: nello specifico campo del ghiaccio, tali anomalie cristalline sono chiamate "difetti di Bjerrum" e sono responsabili, tra le altre cose, della conduttività elettrica e del lungo tempo di rilassamento (10-4 secondi).
Ad esempio, quando la rotazione intrinseca tra due molecole vicine impedisce loro di sistemare i legami idrogeno in obbedienza al principio dell'orientamento degli atomi di idrogeno, possono realizzarsi situazioni con legami molecolari del tipo O····O, cioè senza l'interposizione di un protone (configurazione chiamata L defect, o leer defect), oppure contatti intermolecolari del tipo O-H····H-O, in cui sono due i protoni che si interpongono tra due atomi di ossigeno (anomalia detta D defect, o doppelt defect). 
Un altro tipo di anomalia nel cristallo è il difetto ionico (o ionic defect) che è causato quella causato dalla presenza di ioni H3O+ e OH- nel ghiaccio.